# بطولة آر او إتش العالمية للفرق السداسية
بطولة حلبة الشرف العالمية للفرق السداسية (بالإنجليزية: ROH World Six-Man Tag Team Championship)‏ هي بطولة فرق سداسية أسست من قبل اتحاد المصارعة الأمريكي حلبة الشرف (رينغ أوف أونر). الأبطال الحاليون هم ذا يونغ باكس و كودي رودز.